# Idomeneo, re di Creta
Idoménée, roi de Crète
Pour les articles homonymes, voir Idoménée (homonymie).
Idomeneo, re di Creta, K. 366 (Idoménée, roi de Crète), est un opera seria en trois actes, composé par Wolfgang Amadeus Mozart, sur un livret en italien de Giambattista Varesco. L'œuvre est directement inspirée du mythe antique d'Idoménée. La première représentation eut lieu le 29 janvier 1781 au théâtre Cuvilliés de Munich. Dans les jours qui suivirent, trois représentations furent données. L'opéra fut repris à Vienne en 1786, Mozart pour l'occasion composa deux airs afin de remplacer les numéros 10 de l'acte II et 20 de l'acte III et a transcrit le rôle d'Idamante pour ténor.

## Genèse
Mozart et son librettiste se sont en grande partie inspirés de l'œuvre du même nom du compositeur français André Campra, Idoménée, publiée en 1712. À l'automne 1780, Karl Theodor de Bavière réalise une promesse qu'il avait faite à Mozart de lui commander un opéra en 1777 pour le carnaval de Munich. C'est la princesse-électrice de Bavière qui choisit elle-même le livret, car elle avait lu la vieille tragédie d'Idoménée d'Antoine Danchet. Varesco fut chargé d'adapter le livret, Quaglio créa les décors et Le Grand imagina la chorégraphie.

## Distribution
| Rôles                              | Tessitures                                  | Première, 29 janvier 1781  |
| ---------------------------------- | ------------------------------------------- | -------------------------- |
| Ilia, fille de Priam, roi de Troie | soprano                                     | Dorothea Wendling          |
| Idomeneo, roi de Crète             | ténor                                       | Anton Raaff                |
| Idamante, son fils                 | soprano castrat, ensuite réécrit pour ténor | Vincenzo del Prato         |
| Elettra, fille d'Agamemnon         | soprano                                     | Elisabeth Augusta Wendling |
| Arbace, confident d'Idomeneo       | ténor                                       | Domenico de Panzacchi      |
| Grand-Prêtre de Neptune            | ténor                                       | Giovanni Valesi            |
| La voix de Neptune                 | basse                                       |                            |
| Deux femmes crétoises              | soprano et mezzo-soprano                    |                            |
| Deux Troyens                       | ténor et basse                              |                            |

## Argument

### Acte I
La princesse troyenne Ilia, fille du roi Priam, est seule, captive en Crète. Elle éprouve un conflit entre la haine qu'elle devrait ressentir envers ceux qui ont tué son père et l'amour qu'elle porte au Crétois Idamante. Ses proches, vaincus, ont péri au cours de la guerre de Troie. Elle-même, enlevée loin de sa patrie, a été sauvée d'un naufrage par Idamante, fils du roi Idoménée. Elle essaie en vain de réprimer les sentiments de gratitude qu'elle éprouve envers lui (« Padre, germani, addio »). Elle pense avoir une rivale en la personne d'Électre, réfugiée en Crète après les tragiques événements qui ont frappé sa famille. Idamante fait acte de clémence en libérant les prisonniers troyens, et fait à Ilia une discrète déclaration d'amour à laquelle la jeune fille semble rester insensible (« Non ho colpa »).
Les Crétois et les Troyens célèbrent par des réjouissances la paix et la réconciliation. Le confident du roi, Arbace, annonce une fausse nouvelle alarmante : Idoménée, qui a combattu pendant de longues années aux côtés des Grecs et dont on attend le retour, aurait péri en mer. Électre, passionnément éprise d'Idamante sans en être aimée, comprend que plus rien n'empêchera celui-ci de disposer de son royaume et de son cœur et de s'unir à sa rivale Ilia. Elle se livre aux fureurs de la jalousie (« Tutte nel cor vi sento »). 
Neptune, en colère par le mal qui a été fait aux descendants de Troie, soulève une tempête marine, dans laquelle est prise la flotte d'Idoménée. Les éléments se calment soudain, comme par enchantement et Idoménée débarque sur le sol de sa patrie. En pleine tempête, Idoménée avait fait à Neptune le vœu de sacrifier la première personne rencontrée sur le rivage, s'il gardait la vie sauve (« Vedrommi intorno »). Maintenant, le remords l'assaille. Idoménée voit s'approcher sa future victime, qu'il ne reconnaît pas immédiatement. Quand, enfin, il se rend compte que c'est son propre fils, au lieu d'une explosion de joie, il profère des paroles menaçantes et s'enfuit désespéré, laissant Idamante dans un profond désarroi (« Il padre adorato »). Ignorant le drame en suspens, les Crétois rendent grâce à Neptune et saluent par des chants et des danses le retour des guerriers.

### Acte II
Idoménée confie le secret de son serment fait dans la tempête à Arbace, qui lui conseille d'éloigner Idamante de Crète pour le soustraire au sacrifice. Idoménée décide d'envoyer son fils raccompagner Électre dans sa patrie, Argos, loin de la vengeance de Neptune. Ilia témoigne sa reconnaissance à Idoménée, souverain magnanime qu'elle considère maintenant comme son père adoptif. Dans une aria très lyrique, Électre manifeste ensuite la joie que lui donne la perspective d'un amour heureux. Lors du départ d'Idamante, Idoménée surprend Ilia le remerciant pour la générosité dont il fait preuve pour son peuple. Il se rend compte alors que sa gratitude est probablement le signe évident de son amour pour Idamante, et que son vœu fait pendant la tempête ne lui apportera rien d'autre que du malheur. Électre, cependant, est très enthousiaste quant à la décision d'Idoménée, devinant qu'elle obtiendra pour elle seule l'amour d'Idamante. Le peuple attend au lieu d'embarquement. Là, Idamante et Électre, en partance pour un voyage sur une mer tranquille, font leurs adieux à Idoménée en implorant la compassion divine. Tandis qu'Idamante et Électre sont à bord, Neptune envoie sur eux une tempête horrible. Le peuple croit qu'il s'agit là surtout d'une vengeance pour un crime commis sur l'île. Tandis qu'il semble souhaitable à Idoménée de rechercher le criminel, un monstre terrifiant émerge des flots. Idoménée admet alors qu'il est un homme coupable et s'offre lui-même en sacrifice, mais il refuse d'offrir la victime innocente qu'il croit que Neptune exige. Le peuple s'enfuit sous la panique, tandis que le monstre suscite la crainte qu'il va dévaster l'île entière.

### Acte III
Ilia ne songe qu'à son amour pour Idamante. Seule dans son palais, inconsciente du ravage fait par Neptune, elle se confie aux fleurs. Dans sa confusion, elle ne le voit pas venir ; il lui annonce les ravages faits par le monstre et sa détermination à le combattre pour le détruire. Sans le vouloir, elle lui avoue son amour. C'est alors qu'arrivent Électre et Idoménée. Celui-ci demande à Idamante de quitter la Crète. Ils expriment tous leur peine et leur désespoir. (Le quatuor "Andro ramingo e solo" est considéré comme le premier grand ensemble de l'opera seria). Idamante les quitte et seul se prépare à l'exil. Arbace vient apporter de mauvaises nouvelles. Le peuple s'est révolté, sous l'influence du Grand Prêtre de Neptune et il demande que le Roi se montre. Seul, Arbace prie pour la libération de son pays. Le Grand Prêtre montre à Idoménée l'état calamiteux de la situation causée par le monstre et lui dit que des milliers d'hommes de son peuple ont été tués. Le Roi, pressé par le Grand Prêtre de dire la vérité, révèle que pour obtenir la satisfaction de Neptune, il devra lui-même sacrifier son propre fils Idamante. On se rassemble dans le temple du dieu pour assister au sacrifice. Une marche annonce l'entrée des prêtres. Arbace annonce qu'Idamante est victorieux dans son combat contre le monstre. Mais celui-ci connaît le vœu prononcé par son père et vient s'offrir en victime. Ilia supplie qu'on la sacrifie à la place d'Idamante. Un oracle de Neptune alors intervient et indique le moyen d'expier le crime et d'accomplir le vœu : Idoménée renoncera à son trône en faveur de son fils. Ilia sera son épouse. Seule Électre, emportée par une jalousie extrême, s'en va mettre fin à ses jours. L'atmosphère est alors plus sereine. Idoménée proclame l'accession au trône d'Idamante. Le peuple se joint à lui pour invoquer les dieux de l'Amour en faveur d'un esprit de Paix...

## Numéros musicaux
Ouverture

Acte I

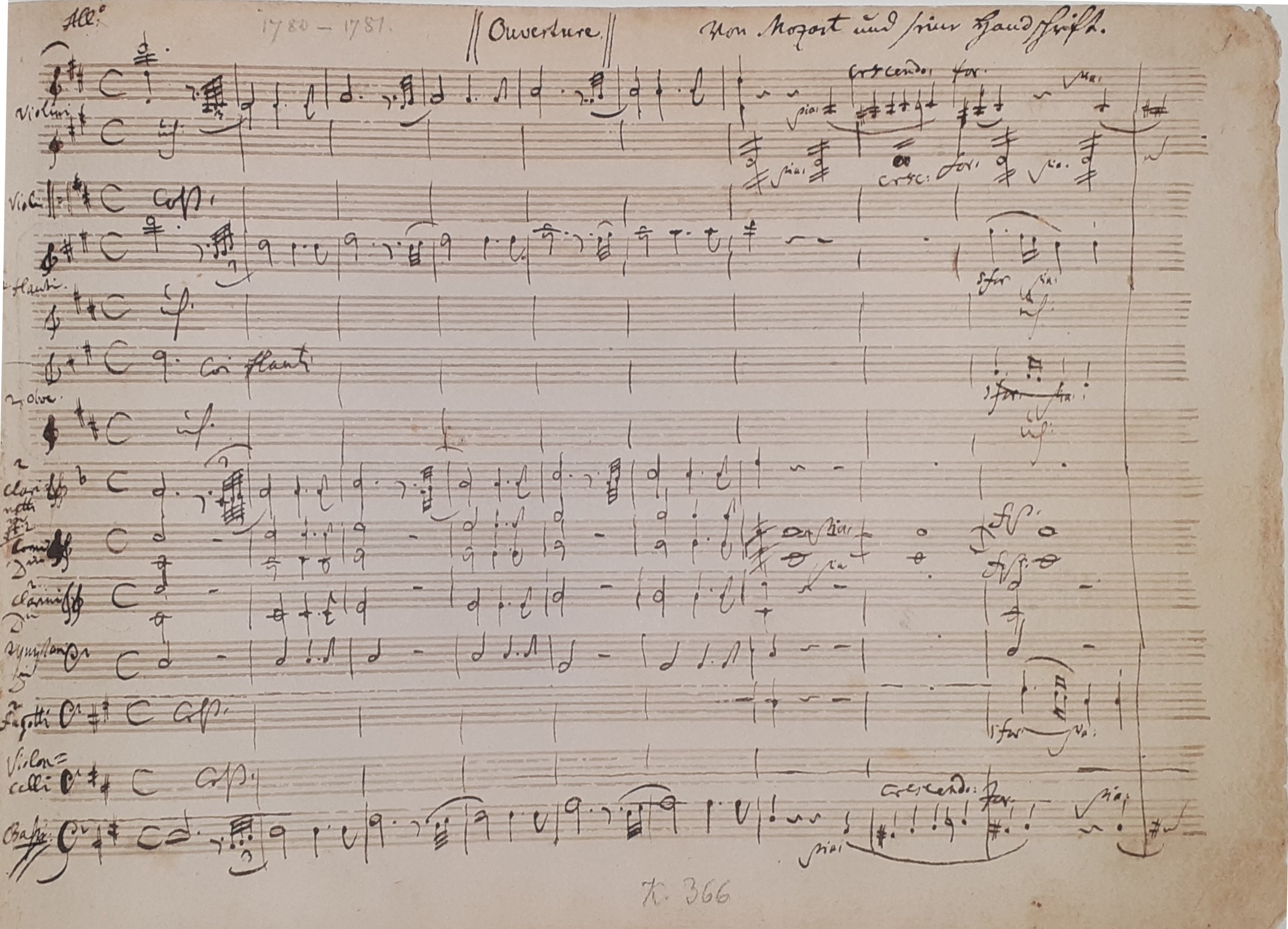
1ère page du manuscrit - Ouverture

- no 1. Aria « Padre, germani, addio! » - Ilia
- no 2. Aria « Non ho colpa » - Idamante
- no 3. Coro « Godiam la pace »
- no 4. Aria « Tutte nel cor vi sento » - Elettra
- no 5. Coro « Pietà ! Numi pietà ! » / Pantomima & recitativo « Eccoci     salvi alfin » Idomeneo
- no 6. Aria « Vedrommi intorno » - Idomeneo
- no 7. Aria « Il padre adorato » - Idamante
- no 8. Marcia
- no 9. Coro « Nettuno s’onori »

Acte II
- n° 10. Aria « Se il tuo duol ! » - Arbace (Remplacé dans la version de 1786 par le récitatif accompagné « Non più. Tutto ascoltai » suivi de l’aria « Non temer amato bene » K 490)[4].
- no 11. Aria « Se il padre perdei » - Ilia
- no 12. Aria « Fuor del mar » - Idomeneo
- no 13. Aria « Idol mio, se ritroso » - Elettra
- n° 14. Marcia & recitativo « Sidonie sponde » - Elettra

- n° 15. Coro « Placido è il mar »

- no 16. Terzetto « Pria di partir, oh Dio » - Idamante, Elettra & Idomeneo

- no 17. Coro « Qual nuovo terrore »
- no 18. Coro « Corriamo, fuggiamo»

Acte III
- no 19. Aria « Zeffiretti lusinghieri » - Ilia
- no 20. Duetto « S’io non moro a questi accenti » - Idamante & Ilia (Remplacé dans la version de 1786 par le duetto « Spiegarti non poss’io » K 489)[4].
- no 21. Quartetto « Andrò ramingo e solo » - Idamante, Ilia, Idomeneo & Elettra
- no 22. Aria « Se colà ne’fati è scritto » - Arbace
- no 23. Recitativo « Volgi intorno Io sguardo » - Gran sacerdote & Idomeneo
- n° 24. Coro « Oh voto tremendo ! »
- n° 25. Marcia
- n° 26. Cavatine con coro « Accogli, oh re del mar » - Idomeneo & Sacerdoti
- n° 27. Recitativo « Padre, mio caro padre » - Idamante & Idomeneo
- n° 27a. Aria « No, la morte io non pavento » - Idamante (Supprimé par Mozart finalement lors de la représentation afin de raccourcir l'action)[4]
- n° 28. La voce « Ha vinto Amore »
- n° 29. Aria « D’Oreste, d’Aiace » - Elettra
- n° 30. Aria « Torna la pace al core » - Idomeneo
- n° 31. Coro « Scenda Amor, scenda Imeneo »

## Orchestre
| Orchestre en fosse d'Idomeneo                                        |
| Cordes                                                               |
| Premiers violons, seconds violons, altos, violoncelles, contrebasses |
| Bois                                                                 |
| 2 flûtes, un piccolo, 2 hautbois, 2 clarinettes, 2 bassons           |
| Cuivres                                                              |
| 4 cors, 2 trompettes, 3 trombones                                    |
| Percussions                                                          |
| 1 timbale                                                            |
| Clavier                                                              |
| 1 clavecin (pour les récitatifs secs)                                |

## Citations
Alfred Einstein parle  à propos d'Idomeneo de son "ivresse musicale".

## Représentations
En septembre 2006, l'opéra allemand de Berlin a décidé d'annuler les représentations d'Idomeneo mis en scène par Hans Neuenfels par peur de réactions de fondamentalistes religieux. Ce recul est presque unanimement décrié, y compris par plusieurs associations musulmanes allemandes.Libération du 28/09/06.
Le Festival de Salzbourg a présenté en Août 2019, une nouvelle mise en scène de Peter Sellars d'Idomeneo, avec l'orchestre et les chœurs de Perm sous la direction de Teodor Currentzis.

## Historique des enregistrements audio
Les interprétations d'Idomeneo de Mozart sont relativement peu nombreuses.
En voici une liste aussi complète que possible, en version originale (italien).
| Chef d'orchestre        | Ténor                 | Date d'enregistrement | Label                  |
| ----------------------- | --------------------- | --------------------- | ---------------------- |
| Fritz Busch             | Richard Lewis         | 1951                  | La Voix de son maître  |
| Ferenc Fricsay          | Ernst Haefliger       | 1955                  | Deutsche Grammophon    |
| John Pritchard          | Richard Lewis         | 1956                  | Angel Records (en)     |
| Peter Maag              | Ronald Down           | 1963                  | Harmonia Mundi         |
| Colin Davis             | George Shirley        | 1968                  | Philips                |
| Colin Davis             | Nicolai Gedda         | 1971                  | Opera d'Oro            |
| Hans Schmidt-Isserstedt | Nicolai Gedda         | 1972                  | EMI                    |
| Karl Böhm               | Wieslaw Ochman        | 1978                  | Deutsche Grammophon    |
| Nikolaus Harnoncourt    | Werner Hollweg        | 1980                  | Telefunken             |
| Peter Maag              | Werner Hollweg        | 1981                  |                        |
| John Pritchard          | Luciano Pavarotti     | 1983                  | Decca                  |
| Colin Davis             | Francisco Araiza      | 1990                  | Philips Classics       |
| John Eliot Gardiner     | Anthony Rolfe Johnson | 1990                  | Archiv Produktion (en) |
| James Levine            | Plácido Domingo       | 1996                  | Deutsche Grammophon    |
| Charles Mackerras       | Ian Bostridge         | 2001                  | EMI Classics           |
| René Jacobs             | Richard Croft         | 2008                  | Harmonia Mundi         |
| Jérémie Rhorer          | Gregory Kunde         | 2010                  |                        |

## Historique des enregistrements vidéo
Les interprétations d’Idoménée ont surtout été marquées par les prestations de Richard Lewis et Luciano Pavarotti, dans le rôle-titre. Ils ont d’ailleurs enregistré Idoménée à plusieurs reprises.
| Chef d'orchestre | Ténor             | Date |
| ---------------- | ----------------- | ---- |
| John Pritchard   | Richard Lewis     | 1964 |
| Bernard Haitink  | Philip Langridge  | 1982 |
| James Levine     | Luciano Pavarotti | 1982 |
| Marco Guidarini  | Kurt Streit       | 2004 |
| Arnold Östman    | Stuart Kale       | 2005 |
| Roger Norrington | Ramon Vargas      | 2006 |
| Kent Nagano      | J. Mark Ainsley   | 2007 |
| Marc Minkowski   | Richard Croft     | 2009 |